# Stefan Nikolić
Stefan Nikolić (cirill betűkkel: Стефан Николић; Nikšić, 1990. április 16. –) montenegrói labdarúgó, a román SCM Zalău csatára.

## Pályafutása

### A válogatottban
Tagja volt a montenegrói U19-es és a  montenegrói U21-es labdarúgó-válogatottnak.
2012. május 25-én lépett pályára a montenegrói válogatottban a Belgium elleni barátságos mérkőzésen.

## Sikerei, díjai
- Román bajnok (2): 2012–13, 2013–14
- Román szuperkupa (1): 2014